# Conus coelebs
Conus coelebs é uma espécie de gastrópode do gênero Conus, pertencente a família Conidae.